# 盧特河
52°16′34″N 10°50′47″E / 52.276236°N 10.846376°E

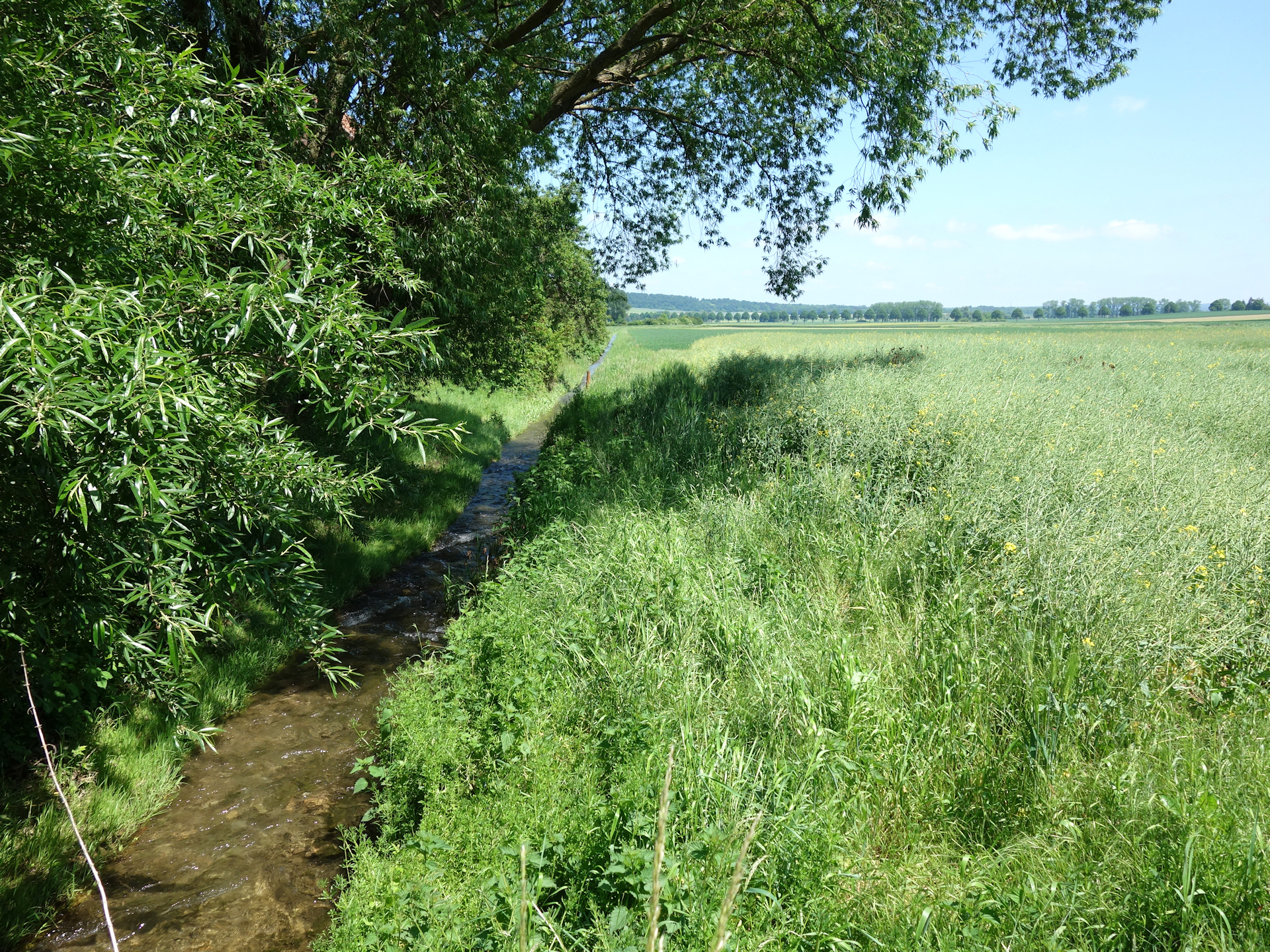
盧特河

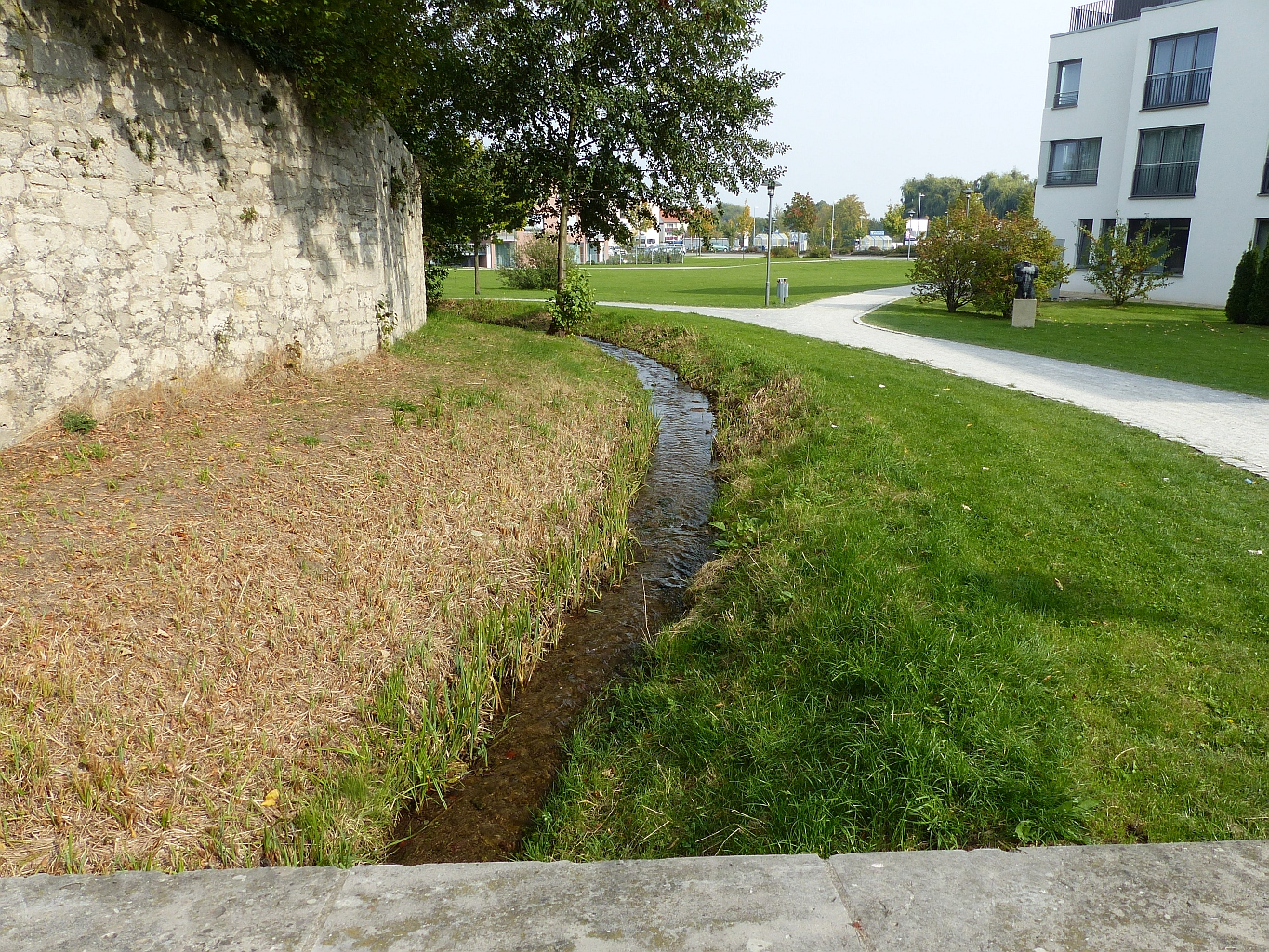
盧特河

盧特河（德語：Lutter），是德國的河流，位於該國西北部，由下薩克森州負責管轄，屬於順特河的左支流，河道全長7.7公里，流域面積49平方公里，發源自埃爾姆山麓柯尼希斯盧特。